# 国際結婚
国際結婚（こくさいけっこん）とは、国籍を異にする者の結婚（婚姻）。日本人の国際結婚は日本人男性の方が倍以上多い傾向にあり、日本人女性の国際結婚率は1%にも満たない。また8割以上の日本人女性が国際結婚はしたくない、と回答している。

## 日本での国際結婚
国際結婚をした「外国人」は、外国籍を有し続ける場合もあれば、後に帰化する場合もある。婚姻によって特別帰化（簡易帰化）の要件が満たされれば、居住要件の緩和、20歳未満での帰化が可能となる。詳しくは「帰化」を参照。
従来、日本人と外国人が結婚した場合、住民票に外国籍の配偶者や子（日本国籍との重国籍の場合を除く）が記載されない、つまり日本人と外国人が同一世帯に属することを証する書類が存在しない、という問題点があったが、平成24年7月9日「住民基本台帳法の一部を改正する法律」が施行され、住民票にも外国人が記載されるようになり、このような問題は解消している。ただし、婚姻手続きについては、居住地の役所（市区町村役場）に婚姻届を提出すれば手続きが完了する日本人同士の婚姻手続きの場合（本籍地以外の場合は戸籍謄本・戸籍抄本が必要）とは比較にならないほど、多大な手数を要する。
具体的には、相手国の役所や、相手国の在日大使館・総領事館との手続きや、日本および相手国の発行・証明する各種書類（婚姻要件具備証明書など）の準備、地方入国管理局への在留資格の変更手続きなど、煩雑かつ多くの手続きが必要となり、手続き完了までに数ヶ月以上を要するケースが多い。

### 国際結婚と準拠法
ここでは、日本の国際私法に基づいて説明する。

#### 婚姻の成立
婚姻の成立は、各当事者につき、その本国法による（法の適用に関する通則法（以下通則法という。）24条1項。
例えば日本人男性（20歳）と外国人女性（16歳）が結婚する場合、日本法の婚姻適齢は男性の場合は18歳以上であるが、結婚相手である女性の国の法における女性の婚姻適齢が18歳以上の場合は、婚姻が成立しない事になる。

#### 婚姻の方式
婚姻の方式は、婚姻挙行地または当事者の一方の本国法による。ただし、配偶者の一方が日本人で日本で婚姻を挙行する場合は日本法によらなければならない（通則法24条2項、3項）。
ここでいう、婚姻の方式とは婚姻を有効に成立させるための手続のことをさし、日本では婚姻届の提出をさし、他国では儀式婚や宗教婚などがあたる場合がある。

#### 婚姻の効力
婚姻の効力は、夫婦の本国法が同一のときはその法により、その法が無い場合は夫婦の常居所地法が同一の場合はその法により、そのいずれも無いときはその夫婦の最密接関係地法による（通則法25条）。

#### 夫婦財産制
夫婦財産制についても25条が準用される（通則法26条）。
なお、夫婦がその署名した書面で日付を記載した書面により、次に掲げる法のうちいずれの法によるべきか定めたときは、夫婦財産制はその法による。ただし将来効は有しない。（通則法26条1項）
1. 夫婦の一方が国籍を有する国の法
2. 夫婦の一方の常居所法
3. 不動産に関する夫婦財産制については、その不動産の所在地法

#### 夫婦の氏
国際結婚の場合、1984年に国籍法が改正され、夫婦別姓と同姓から夫婦の氏を選択できるようになった。なお、これについては、日本人同士で夫婦別姓を選択できないのは不公平である、と訴訟を提起されている。
日本人が外国人配偶者の名字を使用する場合、婚姻成立後6か月以内に市区町村役場に氏の変更届を提出する必要がある。また、外国人配偶者が日本人の名字を名乗りたい場合は、通称名を市区町村役場に届け出る必要がある。

### 国際結婚の歴史
1872年に英国で行われた長州藩のイギリス留学生南貞助とイギリス人女性ライザ・ピットマンとの結婚が翌1873年6月3日に日本政府太政官に許可されたことで、これが日本における法律上の国際結婚第一号であるとされる（のち離婚）。ただし、南より先の1869年に尾崎三良が英国においてイギリス女性と法的に婚姻している（日本での届け出は1880年)。また、南夫婦の4日後にも英国人W.H.フリーム（共立学校英語教師）と北川静（士族の娘）の結婚が太政官により許可されている（フリームはすでに別の女性との結婚を英国に届け出ており、静との結婚は英国へは未届け）。南貞助と同じ船で明治4年（1871年）に渡欧した北白川宮能久親王一行には国際結婚が多く、親王自らもドイツ貴族と現地で結婚（日本で不許可）したほか、随行した松野礀、井上省三、北尾次郎、山崎喜都真（パピール・ファブリック工場長）がドイツ女性と結婚した。
日本における日本人と外国人との実質的な結婚はそれ以前よりも行われていたが、公的には慶応3年（1867年）に江戸幕府が条約締結国の国民と日本人との結婚を許可する旨を通告、明治6年（1873年）に明治政府が日本最初の国際結婚に関する法律である内外人婚姻規則（太政官布告第103号）を公布した。公布から明治30年までの24年間に日本政府が許可した国際結婚の数は265件ほどと推計されている。結婚相手の国籍はイギリスと清（中国）とで半数を超え、ドイツ、アメリカ、フランスなどがそれに続いた。当時の著名人では、三宮義胤、飯塚納、松野礀、軽業師の鳥潟小三吉、青木周蔵、フランシス・ブリンクリー、伊東義五郎、新渡戸稲造、長井長義、陸奥廣吉、堀口九萬一、小林米珂、快楽亭ブラック、ジョサイヤ・コンドル、チャールズ・ルジャンドル、ニール・ゴードン・マンロー、エドワード・ガントレット、小泉八雲（ラフカディオ・ハーン）等が挙げられる。ロバート・W・アーウィンと武智イキの結婚（1882年）は日米両国で正式に法的に認められた日米国際結婚と言われる。
20世紀前半も来栖三郎、寺崎英成、東郷茂徳、鈴木鎮一、小野俊一・アンナ夫妻、鈴木大拙・ベアトリス夫妻といった、赴任先で外国人女性と出会い国際結婚する事例などが続いた。
第二次世界大戦中、国際結婚で日本に在住していた欧米系外国人らは、日本国民から敵国人として見做され差別されることを免れるために、軽井沢を中心とする外国人が多く集まっていた地域に避難した。
大戦終結後の昭和20年代、国内に駐留する連合国軍の軍人に嫁ぐ「戦争花嫁」と称される女性たちが現れたが、外国人男性と結婚をした日本人女性は様々な軽蔑や非難をされ外国に移住する者もいた。
1980年代に入り、豊かな先進国である日本に出稼ぎをする外国人女性が増加した。一方で東北地方等の農村などは結婚相手が不足してしばしばマスメディアで取り上げられ、「嫁不足」とまで形容された。これを受け、農協や自治体が牽引役となり、外国人女性の結婚相手を求める動きが活発になり、特にフィリピン人女性や中国人女性等との「お見合いツアー」が多数行われた。
バブル景気崩壊後も国際結婚は増加基調にあったが、2006年以降は減少しつつある。

### 国際結婚をめぐる情勢

#### 国籍別の年次推移
日本における国際結婚の割合は1970年には0.54％であったが1980年代以降急増し、2005年には5-6％となったが以降減少し始め2012年の厚生労働省人口動態統計年報によれば、結婚総数の約3.5%が国際結婚である。2000年代半ばまで急増した国際結婚数は減少し始めている。これは、ビザ取得目的のための偽装結婚などの摘発が多くなったことや、外国人男性には魅力を感じない日本人女性は元々多かったがより増えた事なども影響している。
2012年度の厚生労働省の人口動態調査によると、日本人男性の国際結婚率は2.57%であり日本人女性の国際結婚率は0.97%である。日本人の国際結婚率は日本人男性の方が女性より倍以上高い上に、日本人女性の国際結婚率は世界的にかなり低い水準となっている。これは日本人男性は外国人女性との結婚を希望する男性が多いが、日本人女性は外国人男性との結婚は拒絶する傾向にある為である。また外国人女性はモテるが、外国人男性はモテないからだとされている。
- 夫が日本人、妻が外国人

| 出身国             | 2023   | 2022   | 2021  | 2020  | 2019   | 2018   | 2017   | 2016   | 2015   | 2014   | 2013   |
| ------------------ | ------ | ------ | ----- | ----- | ------ | ------ | ------ | ------ | ------ | ------ | ------ |
| 中国               | 3,308  | 2,937  | 3,072 | 2,393 | 4,723  | 5,030  | 5,121  | 5,531  | 5,731  | 6,019  | 6,253  |
| フィリピン         | 2,748  | 2,355  | 1,780 | 1,955 | 3,666  | 3,676  | 3,630  | 3,371  | 3,072  | 3,000  | 3,118  |
| 韓国+ 朝鮮(朝鮮籍) | 1,232  | 1,224  | 1,284 | 1,300 | 1,678  | 1,779  | 1,836  | 2,031  | 2,268  | 2,412  | 2,734  |
| タイ               | 795    | 737    | 639   | 637   | 986    | 988    | 976    | 971    | 939    | 965    | 981    |
| ブラジル           | 267    | 255    | 244   | 247   | 318    | 302    | 291    | 216    | 278    | 221    | 212    |
| アメリカ合衆国     | 268    | 236    | 225   | 240   | 286    | 266    | 235    | 246    | 199    | 202    | 184    |
| ペルー             | 90     | 93     | 89    | 92    | 103    | 109    | 98     | 87     | 83     | 80     | 70     |
| イギリス           | 58     | 52     | 53    | 55    | 52     | 66     | 58     | 55     | 44     | 50     | 38     |
| その他の国         | 3,013  | 3,018  | 2,428 | 2,310 | 3,099  | 2,844  | 2,554  | 2,350  | 2,201  | 2,050  | 1,853  |
| 合計               | 11,779 | 10,907 | 9,814 | 9,229 | 14,911 | 15,060 | 14,799 | 14,858 | 14,815 | 14,999 | 15,443 |

- 妻が日本人、夫が外国人

| 出身国             | 2023  | 2022  | 2021  | 2020  | 2019  | 2018  | 2017  | 2016  | 2015  | 2014  | 2013  |
| ------------------ | ----- | ----- | ----- | ----- | ----- | ----- | ----- | ----- | ----- | ----- | ----- |
| 韓国+ 朝鮮(朝鮮籍) | 1,572 | 1,551 | 1,561 | 1,575 | 1,764 | 1,641 | 1,690 | 1,628 | 1,566 | 1,701 | 1,689 |
| アメリカ合衆国     | 1,139 | 1,139 | 1,049 | 1,025 | 989   | 1,061 | 1,074 | 1,059 | 1,127 | 1,088 | 1,158 |
| 中国               | 939   | 934   | 903   | 629   | 917   | 847   | 812   | 790   | 748   | 776   | 718   |
| イギリス           | 243   | 208   | 203   | 204   | 233   | 239   | 222   | 248   | 235   | 236   | 247   |
| ブラジル           | 284   | 280   | 212   | 255   | 332   | 346   | 325   | 315   | 344   | 329   | 286   |
| フィリピン         | 238   | 234   | 288   | 188   | 265   | 269   | 216   | 151   | 168   | 118   | 105   |
| ペルー             | 97    | 105   | 94    | 87    | 114   | 89    | 131   | 95    | 115   | 117   | 107   |
| タイ               | 28    | 34    | 34    | 19    | 37    | 29    | 40    | 32    | 36    | 27    | 31    |
| その他の国         | 2,156 | 2,293 | 2,398 | 2,241 | 2,357 | 2,271 | 2,155 | 2,013 | 1,830 | 1,740 | 1,705 |
| 合計               | 6,696 | 6,778 | 6,682 | 6,223 | 7,008 | 6,792 | 6,665 | 6,331 | 6,169 | 6,132 | 6,046 |

- 出展：夫妻の国籍別にみた年次別婚姻件数、厚生労働省

#### 国際結婚と離婚率
国際結婚の離婚率は日本人の夫婦の離婚率より倍以上高い傾向にある。
国際結婚の離婚率が高い理由としては文化や人種の違いによる相性の悪さや価値観の違いなどが挙げられる。

#### 国際結婚に関するトラブル
国際結婚した日本人女性が外国での生活に馴染めなかったり、文化や人種から違う外国人男性との結婚生活におけるストレスや不満から精神病を患う事が多いという報告もあり、そういった事も国際結婚の離婚率が高い原因になっているという。
また国際結婚は子供にも悪影響を与える事があり、ハーフである事を理由に仲間外れにされたり、いじめの標的になる場合が多い。
日本とアジア諸国との経済水準の差に目を付けて、この地域からの結婚を名目とした出稼ぎも存在するとみられており、「日本人夫」が知らないうちに婚姻届を出され、見ず知らずの相手との結婚が成立していたという事例や、「日本人夫」が仲介業者を介して名義を貸し偽装結婚に加担していたという事例も判明している。2011年1月～6月に全国の警察が摘発した外国人の偽装結婚事件は88件（前年同期比49.2%増）、摘発人数は264人（同34.7%増）だったことが18日、警察庁の統計で分かった。摘発された264人のうち144人が日本人で、外国人は120人。国籍別では中国人85人、フィリピン人23人など。
また、海外で国際結婚した日本人、特に日本人女性が離婚後に子供を日本へ連れ去るケースが相次いでいる。このため、2009年にカナダ、フランス、英国、米国の4カ国が共同声明を発表し、国際的な子の奪取の民事上の側面に関する条約（ハーグ条約）に加盟するよう日本に求めた。2010年3月にも、アメリカやフランス、カナダなど8か国の特命全権大使が、子供の連れ去りを防ぐため、ハーグ条約に日本が加盟するよう、共同声明を発表した。
日本のハーグ条約加盟後も、日本人母親による子供の拉致は止まらず、誘拐犯として指名手配されているケースも存在する。欧米諸国とは異なり、キリスト教的価値観のない日本には、共同親権という概念がなく、離婚後の親権は母親になるのが一般的なため、このような事例が起こっている。

### 国際結婚を扱った作品
日本人男性と外国人女性との結婚を扱った作品
- トークバラエティ番組「奥さまは外国人」：テレビ東京系で過去に放送されていた。
- ドラマ「熱中時代・刑事編」：第1話で出会った刑事とアメリカ人女性が作中で結婚する。演じる水谷豊とミッキー・マッケンジーもまたドラマ終了後に結婚（のちに離婚）。
- 連続テレビ小説「マッサン」：ニッカウヰスキー創業者である竹鶴政孝とスコットランド人妻のリタの生涯を、リタの視点で描くテレビドラマ。
- 漫画「愛しのアイリーン」：農村での国際結婚の日々と、それにまつわる様々な問題を取り上げている。
- ブログ「中国嫁日記」：井上純一のブログに掲載されている、中国人妻とのエッセイウェブコミック。2011年8月にエンターブレインより書籍化され第一巻が発売された。
- 漫画「モンプチ 嫁はフランス人」シリーズ：じゃんぽ～る西の漫画。AFP通信社で記者として働くフランス人女性の西村・プペ・カリンとの結婚生活および育児を描いた漫画シリーズ。
- 小説「ダブルマリッジ」：著者は橘玲。フィリピン人と日本人の重婚を取り扱った小説。

日本人女性と外国人男性との結婚を扱った作品
- テレビ朝日開局45周年記念ドラマ「流転の王妃・最後の皇弟」（2003年11月29日～11月30日放送）：満州国皇帝の実弟愛新覚羅溥傑と日本の華族出身の嵯峨浩が、関東軍によって日満親善の美名のもとに政略結婚させられた実話を基にしたドラマ。
- 世界の日本人妻は見た! ：TBS系列で放送されていたバラエティ番組。海外で暮らす日本人妻が異国でびっくりした、困った体験などを紹介していた。
- 連続テレビ小説「風見鶏」：大正時代にドイツ人パン職人と国際結婚した女性が、神戸市でパン屋を営む生活を描いたテレビドラマ。
- 漫画「インド夫婦茶碗」1-23巻、以下続刊（ぶんか社）：流水りんこの漫画。若い頃から貧乏旅行を趣味とし、特にしばしば訪れたインドで出会ったクーダトディ・サッシーと結婚、2児を儲ける。
- 漫画「ダーリンは外国人」シリーズ（メディアファクトリー）：小栗左多里の漫画。外国籍の夫との日常生活を淡々と綴っている。ただし、一巻執筆時は婚姻前だった。

日本人男性と外国人男性との結婚を扱った作品
- 漫画「弟の夫」：田亀源五郎の漫画。

### 国際結婚の日
日本では3月14日は国際結婚の日である。1873年（明治6年）のこの日、日本で外国人との結婚が公式に認可されたのを記念して定められたものである。

## 韓国での国際結婚

### 法律上の要件
韓国では外国人花嫁の急増によるトラブルが多発したため2014年4月1日に国際結婚に伴う外国人の移住許可基準を厳格化した新たな法律が施行された。この法律では結婚移民ビザの取得を希望する外国人は韓国語能力試験初級を取得していなければならず、配偶者となる韓国人も年収1480万ウォン（約145万円）以上であることが要件とされた。
なお、2010年に韓国政府は結婚相手に関する虚偽の情報を提供したり、同時に複数の結婚相手を紹介した結婚仲介業者に対して最長禁錮2年の刑を科す法律を導入している。

### 国際結婚の推移等
韓国で国際結婚（特に外国人花嫁）の増加が顕著になったのは2000年以降で、ピークだった2005年には3万人以上の外国人女性が結婚移民ビザを取得申請した。
2005年の国際結婚率は農林・漁業に携わる男性で35.9％、全国的にも13.6％であった。2000年の11,605件、3.5%と比較すると大幅な増加がうかがえる。2003年に約4万4千人だった外国人配偶者が2010年5月時点で約13万6千人に増え、外国人妻は約12万人を占めた。農村部での嫁不足問題があるとされる。
2013年以前、韓国人男性の結婚相手の出身国・地域はアジア諸国で8割を占める。韓国人女性と婚姻したアメリカ人は在米韓国人および韓国系アメリカ人が大半で、韓国人男性と結婚する中国人女性はほとんどが漢民族だった。2011年の国際結婚の件数は29,700件となり、2003年以来初めて2万件台に減少した。
また、国際結婚急増に関するトラブルも多い。カンボジア政府は、2010年3月、韓国人男性2人とカンボジア女性49人との集団お見合いが摘発されたことにより、カンボジア人と韓国人との結婚を禁止した。この措置は一ヶ月で解除された。
2010年7月釜山で、来韓後8日目にベトナム人花嫁が殺害される事件が起こる。ベトナムの政府やメディアはこの事件に強い関心を示し、李明博韓国大統領も、斡旋業者による両者の十分な意思疎通のないままの国際結婚を「デタラメな結婚」と非難し、再発防止策をとるよう指示を出す事態となった。しかし、以後も花嫁として韓国に行ったベトナム人女性が、韓国人に殺される事件が相次ぎ、家庭内暴力の被害も深刻であり、2014年には、ベトナム政府が韓国側に早急な対策を求めている。
2012年の韓国人女性政策研究院の調査によると韓国では国際結婚した10組中の夫婦のうち4組が5年以内に破局している。
- 夫が韓国人、妻が外国人

| 出身国         | 2024   | 2023   | 2022   | 2021  | 2020   | 2019   | 2018   | 2017   | 2016   | 2015   | 2014   |
| -------------- | ------ | ------ | ------ | ----- | ------ | ------ | ------ | ------ | ------ | ------ | ------ |
| ベトナム       | 5,017  | 4,923  | 3,319  | 1,319 | 3,136  | 6,712  | 6,338  | 5,364  | 5,377  | 4,651  | 4,743  |
| 中国           | 2,604  | 2,668  | 2,282  | 2,426 | 2,524  | 3,649  | 3,671  | 3,880  | 4,198  | 4,545  | 5,485  |
| タイ           | 2,143  | 2,017  | 1,932  | 1,589 | 1,735  | 2,050  | 1,560  | 1,017  | 720    | 543    | 439    |
| 日本           | 1,176  | 840    | 599    | 723   | 758    | 903    | 987    | 843    | 838    | 1,030  | 1,345  |
| アメリカ合衆国 | 628    | 558    | 600    | 457   | 432    | 597    | 567    | 541    | 570    | 577    | 636    |
| フィリピン     | 605    | 629    | 509    | 260   | 367    | 816    | 852    | 842    | 864    | 1,006  | 1,130  |
| カンボジア     | 363    | 388    | 422    | 137   | 275    | 432    | 455    | 480    | 466    | 524    | 564    |
| ロシア         | 318    | 325    | 295    | 356   | 275    | 305    | 234    | 171    | 125    | 110    | 94     |
| 台湾           | 186    | 230    | 200    | 254   | 196    | 286    | 267    | 260    | 224    | 233    | 230    |
| モンゴル       | 192    | 194    | 165    | 170   | 154    | 195    | 197    | 174    | 170    | 145    | 145    |
| ウズベキスタン | 171    | 189    | 172    | 165   | 133    | 285    | 276    | 236    | 232    | 224    | 255    |
| カナダ         | 155    | 148    | 153    | 154   | 159    | 185    | 188    | 195    | 201    | 188    | 204    |
| ラオス         | 299    | 163    | 110    | 48    | 65     | 116    | 86     | 51     | 92     | 82     | 56     |
| モロッコ       | 109    | 97     | 69     | 52    | 55     | 73     | 58     | 23     | 12     | 13     | 13     |
| カザフスタン   | 106    | 99     | 113    | 109   | 79     | 92     | 60     | 49     | 40     | 21     | 19     |
| インドネシア   | 98     | 77     | 82     | 70    | 51     | 97     | 88     | 58     | 65     | 110    | 126    |
| トルコ         | 93     | 70     | -      | -     | -      | -      | -      | -      | -      | -      | -      |
| イギリス       | 92     | 58     | 60     | 37    | 39     | 51     | 36     | 31     | 29     | 22     | 27     |
| オーストラリア | 87     | 85     | 64     | 27    | 47     | 80     | 95     | 81     | 76     | 96     | 95     |
| フランス       | 75     | 57     | 51     | 60    | 43     | 51     | 38     | 29     | 20     | 28     | 15     |
| その他の国     | 1,107  | 895    | 862    | 616   | 611    | 716    | 536    | 459    | 410    | 425    | 365    |
| 合計           | 15,624 | 14,710 | 12,007 | 8,985 | 11,100 | 17,687 | 16,608 | 14,869 | 14,822 | 14,677 | 16,152 |

- 妻が韓国人、夫が外国人

| 出身国           | 2024  | 2023  | 2022  | 2021  | 2020  | 2019  | 2018  | 2017  | 2016  | 2015  | 2014  |
| ---------------- | ----- | ----- | ----- | ----- | ----- | ----- | ----- | ----- | ----- | ----- | ----- |
| アメリカ合衆国   | 1,479 | 1,386 | 1,380 | 1,276 | 1,101 | 1,468 | 1,439 | 1,392 | 1,377 | 1,612 | 1,748 |
| 中国             | 905   | 921   | 750   | 777   | 942   | 1,407 | 1,489 | 1,523 | 1,463 | 1,434 | 1,579 |
| カナダ           | 303   | 281   | 310   | 223   | 257   | 363   | 402   | 436   | 398   | 465   | 481   |
| オーストラリア   | 164   | 158   | 151   | 77    | 82    | 178   | 189   | 203   | 197   | 254   | 249   |
| イギリス         | 162   | 156   | 166   | 112   | 146   | 190   | 184   | 185   | 186   | 196   | 207   |
| 日本             | 147   | 143   | 125   | 140   | 135   | 265   | 313   | 311   | 381   | 808   | 1,176 |
| フランス         | 85    | 80    | 70    | 86    | 93    | 123   | 124   | 126   | 138   | 177   | 174   |
| ドイツ           | 83    | 78    | 65    | 65    | 54    | 95    | 100   | 88    | 92    | 130   | 148   |
| 台湾             | 70    | 72    | 61    | 69    | 104   | 117   | 133   | 117   | 109   | 141   | 120   |
| ウズベキスタン   | 49    | 53    | 55    | 45    | 39    | 37    | 37    | 25    | 26    | 17    | 18    |
| ニュージーランド | 63    | 47    | 69    | 52    | 48    | 59    | 72    | 88    | 80    | 80    | 103   |
| フィリピン       | 58    | 45    | 58    | 49    | 46    | 64    | 80    | 80    | 36    | 40    | 38    |
| トルコ           | 24    | 33    | 9     | -     | -     | -     | -     | -     | -     | -     | -     |
| イタリア         | 32    | 30    | 29    | 16    | 22    | 34    | 38    | 40    | 36    | 49    | 64    |
| その他の国       | 1,511 | 1,524 | 1,361 | 1,130 | 1,145 | 1,556 | 1,490 | 1,352 | 1,249 | 1,194 | 1,059 |
| 合計             | 5,135 | 5,007 | 4,659 | 4,117 | 4,241 | 5,956 | 6,090 | 5,966 | 5,769 | 6,597 | 7,164 |

- 出典：外国人との婚姻件数、韓国統計庁

## 台湾での国際結婚
2020年時点で台湾には約56万人の外国人配偶者がいる。国際結婚では2012年から東南アジア出身者の割合が上昇し続け2017年には中国大陸出身者を超えた。台湾人と結婚している外国人は2018年時点でベトナム人が102,375人で57％、次いでインドネシア人29,671人で16%と二か国で73％を超える

## アメリカ合衆国での国際結婚
国際結婚に関し、アメリカ国籍のあるなしに関わらず、異人種間結婚(白人と有色人種の結婚のみ)が1947年まで全州で禁止されていた。禁止法撤廃は州によって異なるが、1967年に全廃された。特に南部諸州では禁止法の廃止が最も遅かった。